# Saint-Agnan-en-Morvan
Saint-Agnan-en-Morvan (bis zum 10. Januar 2025 Saint-Agnan [sɛ̃t‿aɲɑ̃]) ist ein Dorf und eine Gemeinde mit 139 Einwohnern (Stand 1. Januar 2022) im französischen Département Nièvre in der Region Bourgogne-Franche-Comté (vor 2016 Bourgogne). Die Gemeinde gehört zum Arrondissement Château-Chinon (Ville) und zum Kanton Château-Chinon (bis 2015 Montsauche-les-Settons). 

## Geographie
Saint-Agnan-en-Morvan liegt etwa sechzig Kilometer ostnordöstlich von Nevers im Morvan. Im Gemeindegebiet liegt der Stausee Lac de Saint-Agnan, der von den Flüssen Trinquelin und Cousin gespeist wird. Umgeben wird Saint-Agnan-en-Morvan von den Nachbargemeinden Saint-Léger-Vauban im Norden, Saint-Germain-de-Modéon im Nordosten, La Roche-en-Brenil im Osten und Nordosten, Saint-Didier im Osten, Champeau-en-Morvan im Südosten, Saint-Brisson im Süden, Dun-les-Places im Westen und Südwesten sowie Quarré-les-Tombes im Westen und Nordwesten.

## Bevölkerungsentwicklung
| Jahr                       | 1962 | 1968 | 1975 | 1982 | 1990 | 1999 | 2006 | 2011 | 2016 |
| -------------------------- | ---- | ---- | ---- | ---- | ---- | ---- | ---- | ---- | ---- |
| Einwohner                  | 318  | 266  | 222  | 212  | 186  | 163  | 159  | 156  | 143  |
| Quellen: Cassini und INSEE |      |      |      |      |      |      |      |      |      |

## Sehenswürdigkeiten
- Kirche Saint-Agnan
- Kapelle Saint-Pierre

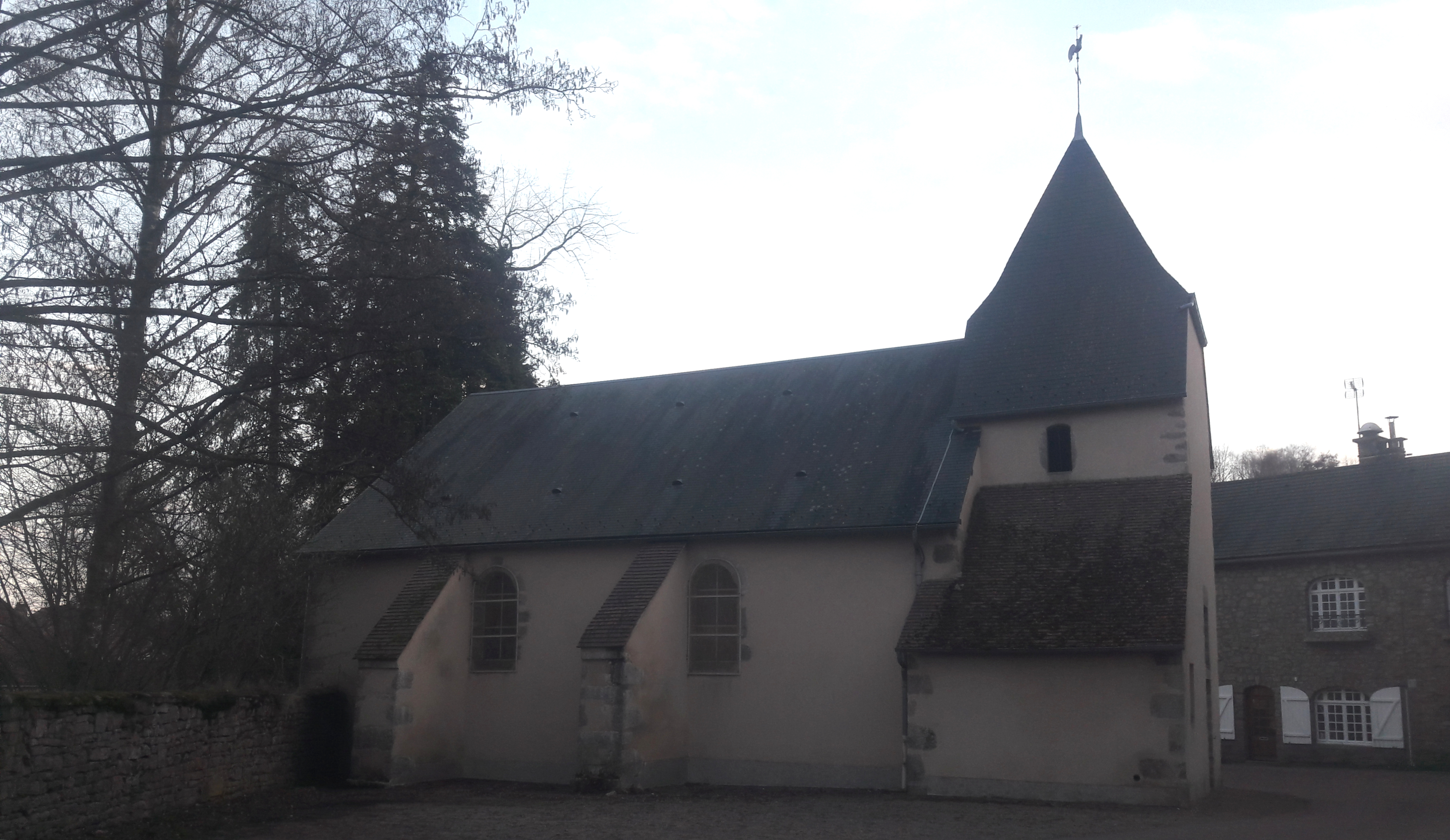
Kirche Saint-Agnan

- Benediktinerkloster von La Pierre-Qui-Vire, 1850 erbaut
- Schloss, Wiederaufbau von 1840

## Nachweise
1. ↑  Décret n° 2025-34 du 8 janvier 2025 portant changement du nom de communes, legifrance.gouv.fr, abgerufen am 20. Januar 2025